# Station Tongelre
Station Tongelre is een voormalig station in Tongelre, aan de spoorlijn Eindhoven - Weert. Het station werd bij de opening van deze spoorlijn op 1 november 1913 in gebruik genomen en reeds gesloten op 15 mei 1935. In 1963 werd ook het goederenvervoer gestaakt.